# Gornji Stranjani
Gornji Stranjani (cyr. Горњи Страњани) – wieś w Serbii, w okręgu zlatiborskim, w gminie Prijepolje. W 2011 roku liczyła 61 mieszkańców.